# John Antes Latrobe
John Antes Latrobe (Londres, 1799 - 1879) fou músic i mestre de capella. Era net de Benjamin, i fill de Christian Ignatius també músics.
Va estudiar a St. Edmund Hall, Oxford, es va graduar 1826. Havent pres les ordres sagrades a l'Església d'Anglaterra, va ser nomenat titular de Sant Tomàs, de Kendal, en 1840, i va mantenir la mateixa per a l'any 1865. En 1858 va ser nomenat Canonge de la Catedral de Carlisle. Fou mestre de capella a (Liverpool.
Les seves obres musicals inclouen La Música de l'Església, 1831, i la seva poètica, Sagrats Lays i Lletres, 1850. També va publicar una selecció d'himnes, incloent versions dels Salms disposat sota dels subjectes, per tal de formar un petit Cos de la Divinitat, i adequat per al Culte Privat, Social i Pública. Londres, Seeleys de 1841. Aquesta selecció conté molts dels seus himnes.
En 1852 una segona edició va ser publicada amb noms dels autors. Que estrany és l'amor celestial (L'amor de Déu), O portarà al Senyor [el Senyor] el seu tribut de lloança (Salm l), són dos dels pocs dels seus himnes d'ús comú.